# Lucile Morat
Pour les articles homonymes, voir Morat (homonymie).
Lucile Morat, née le 15 juin 2001 à Romans-sur-Isère, est une sauteuse à ski française.

## Biographie
Elle est sacrée championne de France 2016 de saut à ski et championne de France 2017. 
Elle fait ses débuts en Coupe du monde en décembre 2016 à Lillehammer où elle prend une belle douzième place. Neuf jours plus tard, elle se classe sixième du deuxième concours disputé à Nizhni Tagil, signant son meilleur résultat de la saison. Elle prend part aux Championnats du monde 2017 où elle 24e en individuel.
Le vendredi 11 août 2017, elle se classe 5e du Grand Prix d'été de Courchevel. Dix-septième des qualifications, Lucile Morat réussit le deuxième meilleur saut de la finale. Depuis la création du Grand Prix féminin de Courchevel, une seule française avait réalisé un tel résultat : Coline Mattel en 2012.
Le vendredi 18 août 2017, Lucile Morat prend la deuxième place du Grand Prix d'été de Frenstat (CZE), signant là son meilleur résultat depuis ses débuts internationaux en décembre 2016. Quatrième après le premier saut, elle réussit la meilleure performance du deuxième passage et remonte à la deuxième place finale. Une fois de plus, elle marche sur les pas de Coline Mattel, la précédente française à se classer aussi bien durant une compétition estivale (deuxième du Grand Prix d'Almaty en 2013).
En 2018, après avoir obtenu un podium par équipes à Hinterzarten en Coupe du monde, elle remporte la médaille de bronze aux Championnats du monde junior dans l'épreuve par équipes, tandis qu'elle est quatrième en individuel.
Aux Jeux olympiques d'hiver de 2018, elle prend la 21e place.

## Palmarès

### Jeux olympiques
| Épreuve / Édition | Pyeongchang 2018 |
| Petit tremplin    | 21e              |

### Championnats du monde
| Épreuve / Édition  | Lahti 2017                       | Seefeld 2019 |
| Petit tremplin     | 24e                              | 33e          |
| Par équipes mixtes |                                  |              |
| Par équipes        | Épreuve inexistante à cette date | 7e           |

### Coupe du monde
- Meilleur classement général : 24e en 2017.
- Meilleur résultat individuel : 6e.
- 1 podium par équipes

#### Classements généraux annuels
| Année | Rang |
| 2017  | 24e  |
| 2018  | 29e  |
| 2019  | 28e  |

### Championnats du monde junior
- Médaille de bronze par équipes en 2018 à Kandersteg.

### Coupe continentale
- 2 victoires.

### Grand Prix
- 1 podium.